# Vladimir Štimac
Vladimir Štimac (* 25. August 1987 in Belgrad) ist ein serbischer Basketballspieler. Er hat eine Größe von 2,10 Metern und ein Gewicht von 114 Kilogramm.

## Vereinskarriere
Seine erste Profistation hatte Stimac bei KK Beovuk 72 Belgrad. Für den Klub der serbischen Hauptstadt spielte der heutige Nationalspieler eine Saison von 2004 bis 2005. In den Jahren 2005 bis 2007 war Žalgiris Kaunas der Club von Vladimir Štimac. Seine Ausbeute bei seinen sieben Einsätzen im Profiteam betrug 3,9 Punkte und 4,1 Rebounds pro Spiel. Auffallend war zu diesem Zeitpunkt bereits sein guter Wurf. Er konnte bei Žalgiris Kaunas 50 Prozent seiner Würfe verwandeln. Beim Gastspiel beim lettischen Club SK Valmiera legte Štimac 14,2 Punkte und 9,6 Rebounds pro Spiel in seiner ersten Saison auf. Herausragend war dabei seine Trefferquote von 54,1 Prozent. Im zweiten Jahr konnte er sich in allen Belangen steigern. 62,2 % seiner Würfe fanden das Ziel, so dass am Ende 15,5 Punkte und 11,3 Rebounds je Spiel auf dem Scoreboard standen. Štimac spielte 2007 bis 2008 in Lettland.
Zwischen 2008 und 2010 spielte Vladimir Štimac in seiner Heimat bei Roter Stern Belgrad. In dieser Zeit trainierte er bereits einmal unter Trainer Svetislav Pešić, wie auch später bei Bayern München. 2008–2009 kam Štimac auf 9,4 Punkte und 4,4 Rebounds im Schnitt, ehe ein Jahr darauf seine Werte auf 6,8 Punkte und 3,8 Rebounds pro Spiel zurückgingen. Der Wechsel zu ČEZ Basketball Nymburk in Tschechien zur Saison 2010/2011 stellte ein kurzes Gastspiel dar. Nach einem halben Jahr wurde der Vertrag aufgelöst. Bis dahin erzielte der Center 6,2 Punkte und 3,7 Rebounds je Spiel. Von 2011 bis 2012 trug er das Trikot von Olin Edirne Basket. Während dieser Zeit konnte Vladimir Štimac 15 Punkte und 7,7 Rebounds im Schnitt auflegen. Seine Trefferquote erhöhte sich zudem auf 63,9 Prozent. Von 2012 bis 2013 spielte Štimac für Banvit BK Bandirma. 8,5 Punkte und 7,4 Rebounds konnten pro Spiel durch den Center erzielt werden.
Zur Saison 2013/2014 erfolgte der Wechsel zum spanischen Euroleague-Teilnehmer Unicaja Málaga. In der spanischen Liga ACB konnte Štimac 7,1 Punkte und 5,6 Rebounds auflegen. Zudem war er in der Euroleague Gegner seines späteren Vereins FC Bayern München. Zur Saison 2014/2015 unterschrieb der serbische Center beim FC Bayern München. Sein Vertrag läuft ein Jahr. Nach der Saison 2014/15 verließ er den deutschen Vizemeister mit noch unbekanntem Ziel.

## Nationalmannschaftskarriere
In den Jugend Nationalmannschaften von Serbien bekam Vladimir Štimac Einsatzzeiten. Das erste große Turnier der A-Nationalmannschaft mit Štimac war die EM 2013 in Slowenien. Štimac bekam seine Einsatzzeiten und konnte in rund 9 Spielminuten 4,3 Punkte und 2,3 Rebounds sammeln. Vladimir Štimac wurde zudem durch den serbischen Nationaltrainer für die Weltmeisterschaft 2014 in Spanien nominiert und gewann dort die Silbermedaille.

## Erfolge
- U18-Europameister mit Serbien und Montenegro 2005
- U20-Europameister mit Serbien 2007